# Norvégia a 2022. évi téli olimpiai játékokon
Norvégia a kínai Pekingben megrendezett 2022. évi téli olimpiai játékok egyik részt vevő nemzete volt. Az országot az olimpián 9 sportágban 84 sportoló képviselte, akik összesen 37 érmet szereztek. Norvégia a megszerzett 16 aranyéremmel új rekordot ért el, előtte egyik ország sem nyert ennyi aranyat egy téli olimpián. A korábbi rekord a 2010-es kanadai, valamint a 2018-as norvég és német szereplés volt.

## Érmesek
| Érem  | Versenyző                                                                     | Sportág          | Versenyszám                  |
| ----- | ----------------------------------------------------------------------------- | ---------------- | ---------------------------- |
| Arany | Johannes Thingnes Bø                                                          | Biatlon          | Férfi 10 km sprint           |
| Arany | Johannes Thingnes Bø                                                          | Biatlon          | Férfi 15 km tömegrajtos      |
| Arany | Sturla Holm Lægreid Tarjei Bø Johannes Thingnes Bø Vetle Sjåstad Christiansen | Biatlon          | Férfi 4 × 7,5 km váltó       |
| Arany | Marte Olsbu Røiseland                                                         | Biatlon          | Női 7,5 km sprint            |
| Arany | Marte Olsbu Røiseland                                                         | Biatlon          | Női 10 km üldözőverseny      |
| Arany | Marte Olsbu Røiseland Tiril Eckhoff Tarjei Bø Johannes Thingnes Bø            | Biatlon          | Vegyes váltó                 |
| Arany | Jørgen Graabak                                                                | Északi összetett | Nagysánc + 10 km             |
| Arany | Jørgen Graabak Jens Lurås Oftebro Espen Bjørnstad Espen Andersen              | Északi összetett | Csapat                       |
| Arany | Hallgeir Engebråten Peder Kongshaug Sverre Lunde Pedersen                     | Gyorskorcsolya   | Férfi csapatverseny          |
| Arany | Birk Ruud                                                                     | Síakrobatika     | Férfi big air                |
| Arany | Johannes Høsflot Klæbo                                                        | Sífutás          | Férfi egyéni sprint          |
| Arany | Erik Valnes Johannes Høsflot Klæbo                                            | Sífutás          | Férfi csapatsprint           |
| Arany | Therese Johaug                                                                | Sífutás          | Női 10 km                    |
| Arany | Therese Johaug                                                                | Sífutás          | Női 15 km                    |
| Arany | Therese Johaug                                                                | Sífutás          | Női 30 km                    |
| Arany | Marius Lindvik                                                                | Síugrás          | Férfi egyéni, nagysánc       |
| Ezüst | Aleksander Aamodt Kilde                                                       | Alpesisí         | Férfi összetett              |
| Ezüst | Tarjei Bø                                                                     | Biatlon          | Férfi 12,5 km üldözőverseny  |
| Ezüst | Tiril Eckhoff                                                                 | Biatlon          | Női 12,5 km tömegrajtos      |
| Ezüst | Kristin Skaslien Magnus Nedregotten                                           | Curling          | Vegyes páros                 |
| Ezüst | Jørgen Graabak                                                                | Északi összetett | Normálsánc + 10 km           |
| Ezüst | Jens Lurås Oftebro                                                            | Északi összetett | Nagysánc + 10 km             |
| Ezüst | Emil Iversen Pål Golberg Hans Christer Holund Johannes Høsflot Klæbo          | Sífutás          | Férfi 4 × 10 km váltó        |
| Ezüst | Mons Røisland                                                                 | Snowboard        | Férfi big air                |
| Bronz | Sebastian Foss-Solevåg                                                        | Alpesisí         | Férfi műlesiklás             |
| Bronz | Aleksander Aamodt Kilde                                                       | Alpesisí         | Férfi szuperóriás-műlesiklás |
| Bronz | Johannes Thingnes Bø                                                          | Biatlon          | Férfi 20 km egyéni indításos |
| Bronz | Tarjei Bø                                                                     | Biatlon          | Férfi 10 km sprint           |
| Bronz | Vetle Sjåstad Christiansen                                                    | Biatlon          | Férfi 15 km tömegrajtos      |
| Bronz | Tiril Eckhoff                                                                 | Biatlon          | Női 10 km üldözőverseny      |
| Bronz | Marte Olsbu Røiseland                                                         | Biatlon          | Női 12,5 km tömegrajtos      |
| Bronz | Marte Olsbu Røiseland                                                         | Biatlon          | Női 15 km egyéni indításos   |
| Bronz | Håvard Holmefjord Lorentzen                                                   | Gyorskorcsolya   | Férfi 1000 m                 |
| Bronz | Hallgeir Engebråten                                                           | Gyorskorcsolya   | Férfi 5000 m                 |
| Bronz | Johannes Høsflot Klæbo                                                        | Sífutás          | Férfi 15 km                  |
| Bronz | Simen Hegstad Krüger                                                          | Sífutás          | Férfi 50 km                  |

## Alpesisí
Férfi
| Versenyző                | Versenyszám            | 1. futam      | 1. futam      | 2. futam      | 2. futam      | Összesítés | Összesítés               |
| Versenyző                | Versenyszám            | Idő           | Hely.         | Idő           | Hely.         | Idő        | Helyezés                 |
| ------------------------ | ---------------------- | ------------- | ------------- | ------------- | ------------- | ---------- | ------------------------ |
| Aleksander Aamodt Kilde  | Lesiklás               |               |               |               |               | 1:43,20    | 5.                       |
| Aleksander Aamodt Kilde  | Szuperóriás-műlesiklás |               |               |               |               | 1:20,36    | 3. helyezett, bronzérmes |
| Lucas Braathen           | Óriás-műlesiklás       | 1:04,20       | 12.           | nem ért célba | nem ért célba | kiesett    | kiesett                  |
| Lucas Braathen           | Műlesiklás             | nem ért célba | nem ért célba | kiesett       | kiesett       | kiesett    | kiesett                  |
| Sebastian Foss-Solevåg   | Műlesiklás             | 53,98         | 3.            | 50,81         | 15.           | 1:44:79    | 3. helyezett, bronzérmes |
| Kjetil Jansrud           | Lesiklás               |               |               |               |               | nem indult | nem indult               |
| Kjetil Jansrud           | Szuperóriás-műlesiklás |               |               |               |               | 1:23,00    | 23.                      |
| Henrik Kristoffersen     | Óriás-műlesiklás       | 1:03,05       | 4.            | 1:08,20       | 18.           | 2:11,25    | 8.                       |
| Henrik Kristoffersen     | Műlesiklás             | 53,94         | 2.            | 50,94         | 18.           | 1:44,88    | 4.                       |
| Atle Lie McGrath         | Óriás-műlesiklás       | nem ért célba | nem ért célba | kiesett       | kiesett       | kiesett    | kiesett                  |
| Atle Lie McGrath         | Műlesiklás             | 55,08         | 14.           | 1:02,27       | 41.           | 1:57,35    | 31.                      |
| Adrian Smiseth Sejersted | Lesiklás               |               |               |               |               | 1:43:82    | 11.                      |
| Adrian Smiseth Sejersted | Szuperóriás-műlesiklás |               |               |               |               | 1:20,68    | 4.                       |
| Rasmus Windingstad       | Óriás-műlesiklás       | nem ért célba | nem ért célba | kiesett       | kiesett       | kiesett    | kiesett                  |
| Rasmus Windingstad       | Szuperóriás-műlesiklás |               |               |               |               | 1:24,15    | 29.                      |

| Versenyző               | Versenyszám | Lesiklás | Lesiklás | Műlesiklás | Műlesiklás | Összesítés | Összesítés               |
| Versenyző               | Versenyszám | Idő      | Hely.    | Idő        | Hely.      | Idő        | Helyezés                 |
| ----------------------- | ----------- | -------- | -------- | ---------- | ---------- | ---------- | ------------------------ |
| Aleksander Aamodt Kilde | Összetett   | 1:43,12  | 1.       | 48,90      | 6.         | 2:32,02    | 2. helyezett, ezüstérmes |

Női
| Versenyző               | Versenyszám            | 1. futam      | 1. futam      | 2. futam      | 2. futam      | Összesítés | Összesítés |
| Versenyző               | Versenyszám            | Idő           | Hely.         | Idő           | Hely.         | Idő        | Helyezés   |
| ----------------------- | ---------------------- | ------------- | ------------- | ------------- | ------------- | ---------- | ---------- |
| Mina Fürst Holtmann     | Óriás-műlesiklás       | nem ért célba | nem ért célba | kiesett       | kiesett       | kiesett    | kiesett    |
| Mina Fürst Holtmann     | Műlesiklás             | 54,19         | 18.           | nem ért célba | nem ért célba | kiesett    | kiesett    |
| Ragnhild Mowinckel      | Lesiklás               |               |               |               |               | 1:33,97    | 14.        |
| Ragnhild Mowinckel      | Óriás-műlesiklás       | 58,58         | 5.            | 58,07         | 6.            | 1:56,65    | 5.         |
| Ragnhild Mowinckel      | Szuperóriás-műlesiklás |               |               |               |               | 1:14,09    | 6.         |
| Thea Louise Stjernesund | Óriás-műlesiklás       | 59,39         | 15.           | 57,50         | 2.            | 1:56,89    | 6.         |
| Thea Louise Stjernesund | Műlesiklás             | 54,22         | 19.           | 53,26         | 16.           | 1:47,48    | 15.        |
| Maria Therese Tviberg   | Óriás-műlesiklás       | 59,67         | 18.           | 58,40         | 10.           | 1:58,07    | 13.        |
| Maria Therese Tviberg   | Műlesiklás             | nem ért célba | nem ért célba | kiesett       | kiesett       | kiesett    | kiesett    |

Vegyes
| Versenyző | Versenyszám | Nyolcaddöntő                  | Negyeddöntő                   | Elődöntő                | Döntő                                            | Helyezés                 |
| Versenyző | Versenyszám | Ellenfél Eredmény             | Ellenfél Eredmény             | Ellenfél Eredmény       | Ellenfél Eredmény                                | Helyezés                 |
| --- | ----------- | ----------------------------- | ----------------------------- | ----------------------- | ------------------------------------------------ | ------------------------ |
| Mina Fürst Holtmann Thea Louise Stjernesund Maria Therese Tviberg Timon Haugan Fabian Wilkens Solheim Rasmus Windingstad | Vegyes      | Lengyelország (POL) · Gy 2*–2 | Franciaország (FRA) · Gy 2*–2 | Ausztria (AUT) · V 2–2* | Bronzmérkőzés · Egyesült Államok (USA) · Gy 2*–2 | 3. helyezett, bronzérmes |

## Biatlon
Férfi
| Versenyző                                                                     | Versenyszám            | Időeredmény | Lövőhiba     | Helyezés                 |
| ----------------------------------------------------------------------------- | ---------------------- | ----------- | ------------ | ------------------------ |
| Tarjei Bø                                                                     | 20 km egyéni indításos | 50:17,0     | 1 (0+0+0+1)  | 8.                       |
| Tarjei Bø                                                                     | 15 km tömegrajtos      | 41:01,8     | 4 (0+1+2+1)  | 12.                      |
| Tarjei Bø                                                                     | 12,5 km üldözőverseny  | 39:36,1     | 1 (1+0+0+0)  | 2. helyezett, ezüstérmes |
| Tarjei Bø                                                                     | 10 km sprint           | 24:39,3     | 1 (1+0)      | 3. helyezett, bronzérmes |
| Vetle Sjåstad Christiansen                                                    | 20 km egyéni indításos | 51:21,3     | 3 (1+2+0+0)  | 13.                      |
| Vetle Sjåstad Christiansen                                                    | 15 km tömegrajtos      | 39:26,9     | 3 (2+0+1+0)  | 3. helyezett, bronzérmes |
| Vetle Sjåstad Christiansen                                                    | 12,5 km üldözőverseny  | 42:53,3     | 3 (0+1+0+2)  | 15.                      |
| Vetle Sjåstad Christiansen                                                    | 10 km sprint           | 25:38,4     | 3 (2+1)      | 20.                      |
| Sturla Holm Lægreid                                                           | 20 km egyéni indításos | 51:28,1     | 3 (1+1+1+0)  | 15.                      |
| Sturla Holm Lægreid                                                           | 15 km tömegrajtos      | 40:00,5     | 5 (1+2+1+1)  | 6.                       |
| Sturla Holm Lægreid                                                           | 12,5 km üldözőverseny  | 43:40,5     | 10 (3+4+2+1) | 24.                      |
| Sturla Holm Lægreid                                                           | 10 km sprint           | 25:02,7     | 2 (1+1)      | 7.                       |
| Johannes Thingnes Bø                                                          | 20 km egyéni indításos | 49:18,5     | 2 (1+0+0+1)  | 3. helyezett, bronzérmes |
| Johannes Thingnes Bø                                                          | 15 km tömegrajtos      | 38:14,4     | 4 (1+0+1+2)  | 1. helyezett, aranyérmes |
| Johannes Thingnes Bø                                                          | 12,5 km üldözőverseny  | 41:21,2     | 7 (0+2+3+2)  | 5.                       |
| Johannes Thingnes Bø                                                          | 10 km sprint           | 24:00,4     | 1 (0+1)      | 1. helyezett, aranyérmes |
| Sturla Holm Lægreid Tarjei Bø Johannes Thingnes Bø Vetle Sjåstad Christiansen | 4 × 7,5 km váltó       | 1:19:50,2   | 8 (1+7)      | 1. helyezett, aranyérmes |

Női
| Versenyző                                                               | Versenyszám            | Időeredmény | Lövőhiba    | Helyezés                 |
| ----------------------------------------------------------------------- | ---------------------- | ----------- | ----------- | ------------------------ |
| Tiril Eckhoff                                                           | 15 km egyéni indításos | 47:10,2     | 5 (0+2+0+3) | 22.                      |
| Tiril Eckhoff                                                           | 12,5 km tömegrajtos    | 40:33,3     | 4 (0+0+2+2) | 2. helyezett, ezüstérmes |
| Tiril Eckhoff                                                           | 10 km üldözőverseny    | 34:46,9     | 3 (1+1+0+1) | 3. helyezett, bronzérmes |
| Tiril Eckhoff                                                           | 7,5 km sprint          | 22:00,4     | 2 (1+1)     | 11.                      |
| Emilie Ågheim Kalkenberg                                                | 15 km egyéni indításos | 49:08,8     | 4 (3+0+0+1) | 38.                      |
| Ingrid Landmark Tandrevold                                              | 15 km egyéni indításos | 45:15,4     | 1 (0+1+0+0) | 8.                       |
| Ingrid Landmark Tandrevold                                              | 10 km üldözőverseny    | 37:39,9     | 1 (0+0+1+0) | 14.                      |
| Ingrid Landmark Tandrevold                                              | 7,5 km sprint          | 21:44,5     | 0 (0+0)     | 5.                       |
| Marte Olsbu Røiseland                                                   | 15 km egyéni indításos | 44:28,0     | 2 (1+0+0+1) | 3. helyezett, bronzérmes |
| Marte Olsbu Røiseland                                                   | 12,5 km tömegrajtos    | 40:52,9     | 4 (0+0+2+2) | 3. helyezett, bronzérmes |
| Marte Olsbu Røiseland                                                   | 10 km üldözőverseny    | 34:46,9     | 1 (0+0+1+0) | 1. helyezett, aranyérmes |
| Marte Olsbu Røiseland                                                   | 7,5 km sprint          | 20:44,3     | 0 (0+0)     | 1. helyezett, aranyérmes |
| Ida Lien                                                                | 10 km üldözőverseny    | 39:22,1     | 4 (0+1+2+1) | 33.                      |
| Ida Lien                                                                | 7,5 km sprint          | 23:10,3     | 4 (1+3)     | 38.                      |
| Karoline Offigstad Knotten Tiril Eckhoff Ida Lien Marte Olsbu Røiseland | 4 × 6 km váltó         | 1:11:54,6   | 2+8         | 4.                       |

Vegyes
| Versenyző                                                          | Versenyszám  | Időeredmény | Lövőhiba | Helyezés                 |
| ------------------------------------------------------------------ | ------------ | ----------- | -------- | ------------------------ |
| Marte Olsbu Røiseland Tiril Eckhoff Tarjei Bø Johannes Thingnes Bø | Vegyes váltó | 1:06:45,6   | 3+13     | 1. helyezett, aranyérmes |

## Curling

### Férfi
- Steffen Walstad
- Torger Nergård
- Markus Høiberg
- Magnus Vågberg
- Magnus Nedregotten

Csoportkör
| Nemzet                                 | Skip            | Gy | V | Gy–V     | P+ | P- | Gy end | V end | Üres endek | Rabolt endek | Lökés % | DSC   |
| -------------------------------------- | --------------- | -- | - | -------- | -- | -- | ------ | ----- | ---------- | ------------ | ------- | ----- |
| Nagy-Britannia                         | Bruce Mouat     | 8  | 1 | –        | 63 | 44 | 39     | 31    | 5          | 10           | 88%     | 18,81 |
| Svédország                             | Niklas Edin     | 7  | 2 | –        | 64 | 44 | 43     | 30    | 10         | 11           | 86%     | 14,02 |
| Kanada                                 | Brad Gushue     | 5  | 4 | 1–0      | 58 | 50 | 34     | 38    | 7          | 7            | 84%     | 26,49 |
| Egyesült Államok                       | John Shuster    | 5  | 4 | 0–1      | 56 | 61 | 35     | 41    | 4          | 5            | 83%     | 32,29 |
| Kína                                   | Ma Xiuyue       | 4  | 5 | 2–1; 1–0 | 59 | 62 | 39     | 36    | 6          | 4            | 85%     | 23,55 |
| Norvégia                               | Steffen Walstad | 4  | 5 | 2–1; 0–1 | 58 | 53 | 40     | 36    | 0          | 11           | 84%     | 20,96 |
| Svájc                                  | Peter de Cruz   | 4  | 5 | 1–2; 1–0 | 51 | 54 | 33     | 38    | 13         | 3            | 84%     | 15,74 |
| Az Orosz Olimpiai Bizottság versenyzői | Szergej Gluhov  | 4  | 5 | 1–2; 0–1 | 58 | 58 | 33     | 38    | 6          | 6            | 81%     | 33,72 |
| Olaszország                            | Joël Retornaz   | 3  | 6 | –        | 59 | 65 | 36     | 35    | 3          | 8            | 82%     | 30,76 |
| Dánia                                  | Mikkel Krause   | 1  | 8 | –        | 36 | 71 | 30     | 39    | 3          | 2            | 78%     | 32,84 |

1. forduló, február 9., 20:05 (13:05)
| Sheet C            | 1 | 2 | 3 | 4 | 5 | 6 | 7 | 8 | 9 | 10 | VE |
| Norvégia (Walstad) | 0 | 1 | 1 | 0 | 1 | 1 | 0 | 0 | 2 | 1  | 7  |
| Svájc (de Cruz)    | 1 | 0 | 0 | 1 | 0 | 0 | 0 | 2 | 0 | 0  | 4  |

2. forduló, február 10., 14:05 (7:05)
| Sheet B            | 1 | 2 | 3 | 4 | 5 | 6 | 7 | 8 | 9 | 10 | VE |
| Norvégia (Walstad) | 0 | 2 | 0 | 0 | 1 | 0 | 0 | 0 | 2 | 0  | 5  |
| Kanada (Gushue)    | 2 | 0 | 0 | 1 | 0 | 0 | 0 | 2 | 0 | 1  | 6  |

4. forduló, február 11., 20:05 (13:05)
| Sheet C                | 1 | 2 | 3 | 4 | 5 | 6 | 7 | 8 | 9 | 10 | VE |
| Nagy-Britannia (Mouat) | 1 | 0 | 2 | 2 | 0 | 3 | 0 | X | X | X  | 8  |
| Norvégia (Walstad)     | 0 | 1 | 0 | 0 | 1 | 0 | 1 | X | X | X  | 3  |

5. forduló, február 12., 14:05 (7:05)
| Sheet D                    | 1 | 2 | 3 | 4 | 5 | 6 | 7 | 8 | 9 | 10 | VE |
| Egyesült Államok (Shuster) | 0 | 2 | 0 | 1 | 0 | 0 | 2 | 0 | 0 | 1  | 6  |
| Norvégia (Walstad)         | 1 | 0 | 1 | 0 | 2 | 2 | 0 | 1 | 0 | 0  | 7  |

6. forduló, február 13., 9:05 (2:05)
| Sheet A            | 1 | 2 | 3 | 4 | 5 | 6 | 7 | 8 | 9 | 10 | VE |
| Norvégia (Walstad) | 0 | 0 | 1 | 1 | 0 | 1 | 0 | 1 | 0 | 0  | 4  |
| Svédország (Edin)  | 0 | 1 | 0 | 0 | 0 | 0 | 2 | 0 | 1 | 2  | 6  |

8. forduló, február 14., 14:05 (7:05)
| Sheet B            | 1 | 2 | 3 | 4 | 5 | 6 | 7 | 8 | 9 | 10 | 11 | VE |
| Dánia (Krause)     | 1 | 0 | 0 | 1 | 1 | 0 | 1 | 0 | 1 | 0  | 1  | 6  |
| Norvégia (Walstad) | 0 | 1 | 0 | 0 | 0 | 2 | 0 | 1 | 0 | 1  | 0  | 5  |

9. forduló, február 15., 9:05 (2:05)
| Sheet A                                         | 1 | 2 | 3 | 4 | 5 | 6 | 7 | 8 | 9 | 10 | VE |
| Az Orosz Olimpiai Bizottság versenyzői (Gluhov) | 0 | 1 | 0 | 0 | 2 | 0 | 2 | 0 | 0 | X  | 5  |
| Norvégia (Walstad)                              | 3 | 0 | 1 | 4 | 0 | 1 | 0 | 1 | 2 | X  | 12 |

10. forduló, február 15., 20:05 (13:05)
| Sheet C            | 1 | 2 | 3 | 4 | 5 | 6 | 7 | 8 | 9 | 10 | VE |
| Norvégia (Walstad) | 0 | 1 | 0 | 2 | 0 | 0 | 1 | 0 | 2 | 0  | 6  |
| Kína (Ma)          | 1 | 0 | 2 | 0 | 0 | 1 | 0 | 3 | 0 | 1  | 8  |

12. forduló, február 17., 9:05 (2:05)
| Sheet D                | 1 | 2 | 3 | 4 | 5 | 6 | 7 | 8 | 9 | 10 | VE |
| Norvégia (Walstad)     | 0 | 0 | 2 | 0 | 1 | 0 | 2 | 2 | 2 | X  | 9  |
| Olaszország (Retornaz) | 1 | 1 | 0 | 2 | 0 | 0 | 0 | 0 | 0 | X  | 4  |

| Csapat   | Helyezés |
| -------- | -------- |
| Norvégia | 6.       |

### Vegyes páros
- Kristin Skaslien
- Magnus Nedregotten

Csoportkör
| Nemzet                 | Név                                   | Gy | V | Gy–V | P+ | P- | Gy end | V end | Üres endek | Rabolt endek | Lökés % | DSC   |
| ---------------------- | ------------------------------------- | -- | - | ---- | -- | -- | ------ | ----- | ---------- | ------------ | ------- | ----- |
| Olaszország (ITA)      | Stefania Constantini / Amos Mosaner   | 9  | 0 | –    | 79 | 48 | 43     | 28    | 0          | 17           | 79%     | 25,34 |
| Norvégia (NOR)         | Kristin Skaslien / Magnus Nedregotten | 6  | 3 | 1–0  | 68 | 50 | 40     | 28    | 0          | 15           | 82%     | 24,48 |
| Nagy-Britannia (GBR)   | Jennifer Dodds / Bruce Mouat          | 6  | 3 | 0–1  | 60 | 50 | 38     | 33    | 0          | 12           | 79%     | 22,48 |
| Svédország (SWE)       | Almida de Val / Oskar Eriksson        | 5  | 4 | 1–0  | 55 | 54 | 35     | 33    | 0          | 10           | 76%     | 21,77 |
| Kanada (CAN)           | Rachel Homan / John Morris            | 5  | 4 | 0–1  | 57 | 54 | 33     | 39    | 0          | 8            | 78%     | 53,73 |
| Csehország (CZE)       | Zuzana Paulová / Tomáš Paul           | 4  | 5 | –    | 50 | 65 | 29     | 39    | 1          | 7            | 75%     | 33,41 |
| Svájc (SUI)            | Jenny Perret / Martin Rios            | 3  | 6 | 1–0  | 55 | 58 | 32     | 39    | 0          | 6            | 73%     | 39,04 |
| Egyesült Államok (USA) | Vicky Persinger / Chris Plys          | 3  | 6 | 0–1  | 50 | 67 | 34     | 36    | 0          | 9            | 74%     | 27,29 |
| Kína (CHN)             | Fan Suyuan / Ling Zhi                 | 2  | 7 | 1–0  | 51 | 64 | 34     | 36    | 0          | 7            | 74%     | 17,81 |
| Ausztrália (AUS)       | Tahli Gill / Dean Hewitt              | 2  | 7 | 0–1  | 52 | 67 | 31     | 38    | 1          | 8            | 72%     | 50,51 |

1. forduló, február 2., 20:05 (13:05)
| Sheet C            | Sheet C                           | 1 | 2 | 3 | 4 | 5 | 6 | 7 | 8 | 9 | VE |
|                    | Norvégia (Skaslien / Nedregotten) | 1 | 1 | 0 | 1 | 0 | 2 | 1 | 0 | 0 | 6  |
| 1. end utolsó köve | Csehország (Paulová / Paul)       | 0 | 0 | 2 | 0 | 1 | 0 | 0 | 3 | 1 | 7  |

3. forduló, február 3., 14:05 (7:05)
| Sheet B            | Sheet B                             | 1 | 2 | 3 | 4 | 5 | 6 | 7 | 8 | VE |
| 1. end utolsó köve | Egyesült Államok (Persinger / Plys) | 1 | 0 | 2 | 0 | 3 | 0 | 0 | 0 | 6  |
|                    | Norvégia (Skaslien / Nedregotten)   | 0 | 1 | 0 | 2 | 0 | 3 | 3 | 2 | 11 |

4. forduló, február 3., 20:05 (13:05)
| Sheet A            | Sheet A                           | 1 | 2 | 3 | 4 | 5 | 6 | 7 | 8 | VE |
| 1. end utolsó köve | Norvégia (Skaslien / Nedregotten) | 2 | 0 | 1 | 0 | 2 | 0 | 1 | 0 | 6  |
|                    | Kanada (Homan / Morris)           | 0 | 4 | 0 | 1 | 0 | 1 | 0 | 1 | 7  |

5. forduló, február 4., 8:35 (1:35)
| Sheet D            | Sheet D                             | 1 | 2 | 3 | 4 | 5 | 6 | 7 | 8 | VE |
|                    | Olaszország (Constantini / Mosaner) | 3 | 0 | 2 | 0 | 2 | 2 | 0 | 2 | 11 |
| 1. end utolsó köve | Norvégia (Skaslien / Nedregotten)   | 0 | 5 | 0 | 1 | 0 | 0 | 2 | 0 | 8  |

7. forduló, február 5., 9:05 (2:05)
| Sheet C            | Sheet C                           | 1 | 2 | 3 | 4 | 5 | 6 | 7 | 8 | VE |
|                    | Ausztrália (Gill / Hewitt)        | 0 | 0 | 1 | 0 | 3 | 0 | X | X | 4  |
| 1. end utolsó köve | Norvégia (Skaslien / Nedregotten) | 4 | 2 | 0 | 1 | 0 | 3 | X | X | 10 |

9. forduló, február 5., 20:05 (13:05)
| Sheet B            | Sheet B                           | 1 | 2 | 3 | 4 | 5 | 6 | 7 | 8 | VE |
|                    | Norvégia (Skaslien / Nedregotten) | 0 | 2 | 1 | 1 | 0 | 5 | 0 | X | 9  |
| 1. end utolsó köve | Kína (Fan / Ling)                 | 1 | 0 | 0 | 0 | 2 | 0 | 3 | X | 6  |

11. forduló, február 6., 14:05 (7:05)
| Sheet A            | Sheet A                           | 1 | 2 | 3 | 4 | 5 | 6 | 7 | 8 | VE |
| 1. end utolsó köve | Norvégia (Skaslien / Nedregotten) | 2 | 0 | 1 | 0 | 1 | 1 | 1 | X | 6  |
|                    | Svédország (de Val / Eriksson)    | 0 | 1 | 0 | 1 | 0 | 0 | 0 | X | 2  |

12. forduló, február 6., 20:05 (13:05)
| Sheet D            | Sheet D                           | 1 | 2 | 3 | 4 | 5 | 6 | 7 | 8 | VE |
|                    | Norvégia (Skaslien / Nedregotten) | 1 | 1 | 0 | 1 | 1 | 0 | 2 | X | 6  |
| 1. end utolsó köve | Nagy-Britannia (Dodds / Mouat)    | 0 | 0 | 1 | 0 | 0 | 1 | 0 | X | 2  |

13. forduló, február 7., 9:05 (2:05)
| Sheet A            | Sheet A                           | 1 | 2 | 3 | 4 | 5 | 6 | 7 | 8 | VE |
| 1. end utolsó köve | Svájc (Perret / Rios)             | 0 | 0 | 1 | 0 | 2 | 0 | 2 | 0 | 5  |
|                    | Norvégia (Skaslien / Nedregotten) | 1 | 1 | 0 | 1 | 0 | 2 | 0 | 1 | 6  |

Elődöntő, február 7., 20:05 (13:05)
| Sheet A            | Sheet A                           | 1 | 2 | 3 | 4 | 5 | 6 | 7 | 8 | VE |
| 1. end utolsó köve | Norvégia (Skaslien / Nedregotten) | 0 | 1 | 0 | 1 | 0 | 3 | 0 | 1 | 6  |
|                    | Nagy-Britannia (Dodds / Mouat)    | 1 | 0 | 2 | 0 | 1 | 0 | 1 | 0 | 5  |

Döntő, február 8., 20:05 (13:05)
| Sheet B            | Sheet B                             | 1 | 2 | 3 | 4 | 5 | 6 | 7 | 8 | VE |
| 1. end utolsó köve | Olaszország (Constantini / Mosaner) | 0 | 2 | 1 | 3 | 0 | 1 | 0 | 1 | 8  |
|                    | Norvégia (Skaslien / Nedregotten)   | 2 | 0 | 0 | 0 | 1 | 0 | 2 | 0 | 5  |

| Csapat   | Helyezés                 |
| -------- | ------------------------ |
| Norvégia | 2. helyezett, ezüstérmes |

## Északi összetett
| Versenyző                                                        | Versenyszám        | Síugrás | Síugrás | Síugrás | Síugrás    | Sífutás | Sífutás | Összesítés | Összesítés               |
| Versenyző                                                        | Versenyszám        | Táv     | Pont    | Hely.   | Időhátrány | Idő     | Hely.   | Idő        | Helyezés                 |
| ---------------------------------------------------------------- | ------------------ | ------- | ------- | ------- | ---------- | ------- | ------- | ---------- | ------------------------ |
| Espen Andersen                                                   | Normálsánc + 10 km | 96,0    | 109,3   | 16.     | +1:35      | 25:17,3 | 20.     | 26:52,3    | 11.                      |
| Espen Andersen                                                   | Nagysánc + 10 km   | 125,0   | 106,9   | 13.     | +2:12      | 26:45,2 | 18.     | 28:57,2    | 15.                      |
| Espen Bjørnstad                                                  | Normálsánc + 10 km | 99,0    | 110,1   | 15.     | +1:32      | 26:40,1 | 32.     | 28:12,1    | 27.                      |
| Jørgen Graabak                                                   | Normálsánc + 10 km | 98,5    | 114,1   | 9.      | +1:16      | 23:52,5 | 2.      | 25:08,5    | 2. helyezett, ezüstérmes |
| Jørgen Graabak                                                   | Nagysánc + 10 km   | 126,5   | 108,0   | 12.     | +2:07      | 25:06,3 | 1.      | 27:13,3    | 1. helyezett, aranyérmes |
| Jens Lurås Oftebro                                               | Normálsánc + 10 km | 92,5    | 103,8   | 20.     | +1:57      | 24:53,2 | 11.     | 26:50,2    | 10.                      |
| Jens Lurås Oftebro                                               | Nagysánc + 10 km   | 127,5   | 113,0   | 10.     | +1:47      | 25:26,7 | 2.      | 27:13,7    | 2. helyezett, ezüstérmes |
| Jarl Magnus Riiber                                               | Nagysánc + 10 km   | 142,0   | 139,8   | 1.      | –          | 27:53,1 | 36.     | 27:53,1    | 8.                       |
| Espen Andersen Espen Bjørnstad Jørgen Graabak Jens Lurås Oftebro | Csapat             | 523,5   | 469,4   | 2.      | +0:08      | 50:37,1 | 1.      | 50:45,1    | 1. helyezett, aranyérmes |

## Gyorskorcsolya
Férfi
| Versenyző                   | Versenyszám | Eredmény | Helyezés                 |
| --------------------------- | ----------- | -------- | ------------------------ |
| Håvard Holmefjord Lorentzen | 500 m       | 34,921   | 15.                      |
| Håvard Holmefjord Lorentzen | 1000 m      | 1:08,48  | 3. helyezett, bronzérmes |
| Allan Dahl Johansson        | 1000 m      | 1:10,34  | 28.                      |
| Allan Dahl Johansson        | 1500 m      | 1:45,81  | 12.                      |
| Bjørn Magnussen             | 500 m       | 34,96    | 17.                      |
| Bjørn Magnussen             | 1000 m      | 1:10,14  | 25.                      |
| Peder Kongshaug             | 1500 m      | 1:44,39  | 4.                       |
| Kristian Ulekleiv           | 1500 m      | 1:46,56  | 16.                      |
| Hallgeir Engebråten         | 5000 m      | 6:09,88  | 3. helyezett, bronzérmes |

Női
| Versenyző             | Versenyszám | Eredmény | Helyezés |
| --------------------- | ----------- | -------- | -------- |
| Sofie Karoline Haugen | 1500 m      | 2:01,57  | 28.      |
| Ragne Wiklund         | 1000 m      | 1:16,59  | 18.      |
| Ragne Wiklund         | 1500 m      | 1:56,46  | 12.      |
| Ragne Wiklund         | 3000 m      | 4:01,44  | 5.       |
| Ragne Wiklund         | 5000 m      | 6:56,34  | 5.       |

Tömegrajtos
| Versenyző             | Versenyszám | Elődöntő | Elődöntő | Elődöntő | Döntő   | Döntő   | Helyezés |
| Versenyző             | Versenyszám | Pont     | Idő      | Hely.    | Pont    | Idő     | Helyezés |
| --------------------- | ----------- | -------- | -------- | -------- | ------- | ------- | -------- |
| Peder Kongshaug       | Férfi       | 0        | 14 kör   | 14.      | kiesett | kiesett | 28.      |
| Kristian Ulekleiv     | Férfi       | 60       | 7:56,67  | 1.       | 0       | 7:48,52 | 14.      |
| Marit Fjellanger Bøhm | Női         | 0        | 8:42,28  | 13.      | kiesett | kiesett | 25.      |
| Sofie Karoline Haugen | Női         | 0        | 8:33,77  | 12.      | kiesett | kiesett | 23.      |

Csapatverseny
| Versenyző                                                 | Versenyszám | Negyeddöntő  | Negyeddöntő | Elődöntő                     | Döntő                                                     | Döntő                    |
| Versenyző                                                 | Versenyszám | Ellenfél Idő | Hely.       | Ellenfél Idő                 | Ellenfél Idő                                              | Helyezés                 |
| --------------------------------------------------------- | ----------- | ------------ | ----------- | ---------------------------- | --------------------------------------------------------- | ------------------------ |
| Hallgeir Engebråten Peder Kongshaug Sverre Lunde Pedersen | Férfi       | 3:37,47      | 1.          | Hollandia (NED) · Gy 3:38,28 | Az Orosz Olimpiai Bizottság versenyzői (ROC) · Gy 3:38,08 | 1. helyezett, aranyérmes |
| Marit Fjellanger Bøhm Sofie Karoline Haugen Ragne Wiklund | Női         | 3:01,84      | 6.          |                              | C döntő · Kína (CHN) · V 3:02,15                          | 6.                       |

## Síakrobatika
Akrobatika
Férfi
| Versenyző          | Versenyszám | Selejtező | Selejtező | Selejtező | Selejtező     | Selejtező | Döntő    | Döntő    | Döntő    | Döntő         | Döntő                    |
| Versenyző          | Versenyszám | 1. futam  | 2. futam  | 3. futam  | Jobb eredmény | Hely.     | 1. futam | 2. futam | 3. futam | Jobb eredmény | Helyezés                 |
| ------------------ | ----------- | --------- | --------- | --------- | ------------- | --------- | -------- | -------- | -------- | ------------- | ------------------------ |
| Ferdinand Dahl     | Big air     | 12,00     | 72,50     | 77,50     | 150,00        | 19.       | kiesett  | kiesett  | kiesett  | kiesett       | kiesett                  |
| Ferdinand Dahl     | Slopestyle  | 35,41     | 67,61     |           | 67,61         | 16.       | kiesett  | kiesett  | kiesett  | kiesett       | kiesett                  |
| Tormod Frostad     | Big air     | 90,00     | 81,25     | 42,00     | 171,25        | 7.        | 25,50    | 14,00    | 33,00    | 58,50         | 12.                      |
| Tormod Frostad     | Slopestyle  | 22,11     | 38,05     |           | 38,05         | 24.       | kiesett  | kiesett  | kiesett  | kiesett       | kiesett                  |
| Christian Nummedal | Big air     | 92,25     | 77,25     | 79,25     | 171,50        | 6.        | 26,00    | 93,00    | 17,50    | 110,50        | 10.                      |
| Christian Nummedal | Slopestyle  | 41,48     | 16,03     |           | 41,48         | 22.       | kiesett  | kiesett  | kiesett  | kiesett       | kiesett                  |
| Birk Ruud          | Big air     | 94,50     | 50,50     | 93,25     | 187,75        | 1.        | 95,75    | 92,00    | 69,00    | 187,75        | 1. helyezett, aranyérmes |
| Birk Ruud          | Slopestyle  | 83,96     | 40,95     |           | 83,96         | 2.        | 26,98    | 47,93    | 79,33    | 79,33         | 5.                       |

Női
| Versenyző     | Versenyszám | Selejtező | Selejtező | Selejtező | Selejtező     | Selejtező | Döntő    | Döntő    | Döntő    | Döntő         | Döntő    |
| Versenyző     | Versenyszám | 1. futam  | 2. futam  | 3. futam  | Jobb eredmény | Hely.     | 1. futam | 2. futam | 3. futam | Jobb eredmény | Helyezés |
| ------------- | ----------- | --------- | --------- | --------- | ------------- | --------- | -------- | -------- | -------- | ------------- | -------- |
| Sandra Eie    | Big air     | 77,50     | 76,25     | 84,50     | 162,00        | 4.        | 17,00    | 19,00    | 64,50    | 64,50         | 12.      |
| Sandra Eie    | Slopestyle  | 49,08     | 31,31     |           | 49,08         | 19.       | kiesett  | kiesett  | kiesett  | kiesett       | kiesett  |
| Johanne Killi | Big air     | 87,50     | 60,75     | 58,25     | 148,25        | 10.       | 87,75    | 58,50    | 65,50    | 153,25        | 7.       |
| Johanne Killi | Slopestyle  | 81,48     | 86,00     |           | 86,00         | 2.        | 24,86    | 73,11    | 71,78    | 73,11         | 6.       |

## Sífutás
Távolsági
Férfi
| Versenyző                                                            | Versenyszám     | Klasszikus    | Klasszikus    | Szabad        | Szabad        | Összesen      | Összesen                 |               |
| Versenyző                                                            | Versenyszám     | Idő           | Hely.         | Idő           | Hely.         | Idő           | Helyezés                 |               |
| -------------------------------------------------------------------- | --------------- | ------------- | ------------- | ------------- | ------------- | ------------- | ------------------------ | ------------- |
| Pål Golberg                                                          | 15 km           |               |               |               |               | 39:47,4       | 11.                      |               |
| Pål Golberg                                                          | 30 km           | 39:41,0       | 4.            | 38:46,0       | 11.           | 1:19:02,3     | 5.                       |               |
| Hans Christer Holund                                                 | 15 km           |               |               |               |               | 38:44,6       | 4.                       |               |
| Hans Christer Holund                                                 | 30 km           | 39:41,8       | 5.            | 38:26,0       | 6.            | 1:18:40,7     | 4.                       |               |
| Hans Christer Holund                                                 | 50 km           |               |               |               |               | 1:13:30,2     | 13.                      |               |
| Johannes Høsflot Klæbo                                               | 15 km           |               |               |               |               | 38:32,3       | 3. helyezett, bronzérmes |               |
| Johannes Høsflot Klæbo                                               | 30 km           | 40:42,1       | 11.           | 43:59,7       | 49.           | 1:25:15,8     | 40.                      |               |
| Johannes Høsflot Klæbo                                               | 50 km           |               |               |               |               | nem ért célba | nem ért célba            | nem ért célba |
| Simen Hegstad Krüger                                                 | 50 km           |               |               |               |               | 1:11:39,7     | 3. helyezett, bronzérmes |               |
| Sjur Røthe                                                           | 30 km           | nem ért célba | nem ért célba | nem ért célba | nem ért célba | nem ért célba | nem ért célba            |               |
| Sjur Røthe                                                           | 50 km           |               |               |               |               | 1:11:48,5     | 5.                       |               |
| Erik Valnes                                                          | 15 km           |               |               |               |               | 40:06,8       | 15.                      |               |
| Emil Iversen Pål Golberg Hans Christer Holund Johannes Høsflot Klæbo | 4 × 10 km váltó |               |               |               |               | 1:55:57,9     | 2. helyezett, ezüstérmes |               |

Női
| Versenyző                                                             | Versenyszám    | Klasszikus | Klasszikus | Szabad  | Szabad | Összesen  | Összesen                 |
| Versenyző                                                             | Versenyszám    | Idő        | Hely.      | Idő     | Hely.  | Idő       | Helyezés                 |
| --------------------------------------------------------------------- | -------------- | ---------- | ---------- | ------- | ------ | --------- | ------------------------ |
| Therese Johaug                                                        | 10 km          |            |            |         |        | 28:05,3   | 1. helyezett, aranyérmes |
| Therese Johaug                                                        | 15 km          | 22:28,3    | 1.         | 21:09,0 | 2.     | 44:13,7   | 1. helyezett, aranyérmes |
| Therese Johaug                                                        | 30 km          |            |            |         |        | 1:24:54,0 | 1. helyezett, aranyérmes |
| Mathilde Myhrvold                                                     | 10 km          |            |            |         |        | 31:36,0   | 44.                      |
| Lotta Udnes Weng                                                      | 10 km          |            |            |         |        | 30:37,0   | 25.                      |
| Lotta Udnes Weng                                                      | 30 km          |            |            |         |        | 1:31:14,3 | 13.                      |
| Tiril Udnes Weng                                                      | 10 km          |            |            |         |        | 30:22,6   | 21.                      |
| Tiril Udnes Weng                                                      | 30 km          |            |            |         |        | 1:31:15,4 | 14.                      |
| Helene Marie Fossesholm                                               | 15 km          | 22:33,4    | 29.        | 21:41,4 | 13.    | 47:49,0   | 18.                      |
| Ragnhild Haga                                                         | 15 km          | 22:38,2    | 32.        | 21:31,8 | 29.    | 48:52,5   | 29.                      |
| Ragnhild Haga                                                         | 30 km          |            |            |         |        | 1:32:19,9 | 28.                      |
| Tiril Udnes Weng Therese Johaug Helene Marie Fossesholm Ragnhild Haga | 4 × 5 km váltó |            |            |         |        | 54:09,8   | 5.                       |

Sprint
| Versenyző                               | Versenyszám         | Selejtező | Selejtező | Negyeddöntő | Negyeddöntő | Elődöntő | Elődöntő | Döntő    | Helyezés                 |
| Versenyző                               | Versenyszám         | Idő       | Hely.     | Idő         | Hely.       | Idő      | Hely.    | Idő      | Helyezés                 |
| --------------------------------------- | ------------------- | --------- | --------- | ----------- | ----------- | -------- | -------- | -------- | ------------------------ |
| Pål Golberg                             | Férfi egyéni sprint | 2:51,52   | 14.       | 3:14,81     | 5.          | kiesett  | kiesett  | kiesett  | 21.                      |
| Johannes Høsflot Klæbo                  | Férfi egyéni sprint | 2:46,74   | 3.        | 2:51,57     | 1.          | 2:52,23  | 2.       | 2:58,06  | 1. helyezett, aranyérmes |
| Håvard Solås Taugbøl                    | Férfi egyéni sprint | 2:49,93   | 7.        | 2:57,93     | 2.          | 2:52,46  | 5.       | kiesett  | 10.                      |
| Erik Valnes                             | Férfi egyéni sprint | 2:51,56   | 15.       | 2:49,31     | 1.          | 3:13,28  | 6.       | kiesett  | 11.                      |
| Erik Valnes Johannes Høsflot Klæbo      | Férfi csapatsprint  |           |           |             |             | 20:17,28 | 1.       | 19:22,99 | 1. helyezett, aranyérmes |
| Maiken Caspersen Falla                  | Női egyéni sprint   | 3:20,86   | 16.       | 3:16,88     | 2.          | 3:16,41  | 4.       | kiesett  | 8.                       |
| Mathilde Myhrvold                       | Női egyéni sprint   | 3:21,24   | 19.       | 3:24,62     | 5.          | kiesett  | kiesett  | kiesett  | 21.                      |
| Lotta Udnes Weng                        | Női egyéni sprint   | 3:22,26   | 23.       | 3:21,21     | 5.          | kiesett  | kiesett  | kiesett  | 22.                      |
| Tiril Udnes Weng                        | Női egyéni sprint   | 3:18,17   | 7.        | 3:21,31     | 2.          | 3:14,29  | 5.       | kiesett  | 9.                       |
| Tiril Udnes Weng Maiken Caspersen Falla | Női csapatsprint    |           |           |             |             | 23:05,06 | 4.       | 23:15,28 | 8.                       |

## Síugrás
Férfi
| Versenyző                                                                | Versenyszám   | Selejtező | Selejtező | Selejtező | 1. ugrás | 1. ugrás | 1. ugrás | 2. ugrás | 2. ugrás | 2. ugrás | Összesítés | Összesítés               |
| Versenyző                                                                | Versenyszám   | Táv       | Pont      | Hely.     | Táv      | Pont     | Hely.    | Táv      | Pont     | Hely.    | Pont       | Helyezés                 |
| ------------------------------------------------------------------------ | ------------- | --------- | --------- | --------- | -------- | -------- | -------- | -------- | -------- | -------- | ---------- | ------------------------ |
| Halvor Egner Granerud                                                    | Normálsánc    | 90,0      | 87,4      | 28.       | 97,5     | 127,4    | 22.      | kizárták | kizárták | kizárták | 127,4      | 30.                      |
| Halvor Egner Granerud                                                    | Nagysánc      | 133,5     | 131,6     | 2.        | 135,0    | 132,4    | 9.       | 135,5    | 139,0    | 5.       | 271,4      | 8.                       |
| Robert Johansson                                                         | Normálsánc    | 103,0     | 116,6     | 2.        | 97,0     | 128,8    | 16.      | 96,0     | 119,5    | 21.      | 248,3      | 20.                      |
| Robert Johansson                                                         | Nagysánc      | 127,5     | 115,9     | 17.       | 128,5    | 119,3    | 32.      | kiesett  | kiesett  | kiesett  | kiesett    | kiesett                  |
| Marius Lindvik                                                           | Normálsánc    | 100,5     | 116,7     | 1.        | 96,5     | 128,4    | 17.      | 102,5    | 132,3    | 3.       | 260,7      | 7.                       |
| Marius Lindvik                                                           | Nagysánc      | 135,0     | 136,4     | 1.        | 140,5    | 144,8    | 2.       | 140,0    | 151,3    | 1.       | 296,1      | 1. helyezett, aranyérmes |
| Daniel-André Tande                                                       | Nagysánc      | 120,5     | 105,1     | 28.       | 128,0    | 120,2    | 31.      | kiesett  | kiesett  | kiesett  | kiesett    | kiesett                  |
| Halvor Egner Granerud Daniel-André Tande Robert Johansson Marius Lindvik | Csapatverseny |           |           |           | 515,0    | 456,5    | 3.       | 505,5    | 465,6    | 4.       | 922,1      | 4.                       |

Női
| Versenyző            | Versenyszám | Első forduló | Első forduló | Első forduló | Döntő | Döntő | Döntő | Összesítés | Összesítés |
| Versenyző            | Versenyszám | Táv          | Pont         | Hely.        | Táv   | Pont  | Hely. | Pont       | Helyezés   |
| -------------------- | ----------- | ------------ | ------------ | ------------ | ----- | ----- | ----- | ---------- | ---------- |
| Thea Minyan Bjørseth | Normálsánc  | 99,5         | 104,1        | 6.           | 73,0  | 59,9  | 29.   | 164,0      | 21.        |
| Silje Opseth         | Normálsánc  | 92,5         | 94,7         | 12.          | 95,0  | 105,8 | 5.    | 200,5      | 6.         |
| Anna Odine Strøm     | Normálsánc  | 91,5         | 91,5         | 16.          | 84,0  | 84,5  | 15.   | 176,0      | 15.        |

Vegyes
| Versenyző                                                     | Versenyszám   | Első forduló | Első forduló | Első forduló | Döntő | Döntő | Döntő | Összesítés | Összesítés |
| Versenyző                                                     | Versenyszám   | Táv          | Pont         | Hely.        | Táv   | Pont  | Hely. | Pont       | Helyezés   |
| ------------------------------------------------------------- | ------------- | ------------ | ------------ | ------------ | ----- | ----- | ----- | ---------- | ---------- |
| Robert Johansson Marius Lindvik Silje Opseth Anna Odine Strøm | Csapatverseny | 385,0        | 457,4        | 2.           | 201,0 | 250,5 | 8.    | 707,9      | 8.         |

## Snowboard
Akrobatika
Férfi
| Versenyző        | Versenyszám | Selejtező | Selejtező | Selejtező | Selejtező     | Selejtező | Döntő    | Döntő    | Döntő    | Döntő         | Helyezés                 |
| Versenyző        | Versenyszám | 1. futam  | 2. futam  | 3. futam  | Jobb eredmény | Hely.     | 1. futam | 2. futam | 3. futam | Jobb eredmény | Helyezés                 |
| ---------------- | ----------- | --------- | --------- | --------- | ------------- | --------- | -------- | -------- | -------- | ------------- | ------------------------ |
| Marcus Kleveland | Slopestyle  | 37,28     | 64,86     |           | 64,86         | 14.       | kiesett  | kiesett  | kiesett  | kiesett       | 14.                      |
| Marcus Kleveland | Big air     | 87,75     | 63,75     | 61,25     | 151,50        | 6.        | 87,75    | 62,25    | 39,00    | 150,00        | 8.                       |
| Mons Røisland    | Slopestyle  | 70,96     | 41,41     |           | 70,96         | 9.        | 29,01    | 63,33    | 52,53    | 63,33         | 7.                       |
| Mons Røisland    | Big air     | 31,25     | 80,00     | 66,50     | 146,50        | 9.        | 89,25    | 75,75    | 82,50    | 171,75        | 2. helyezett, ezüstérmes |
| Ståle Sandbech   | Slopestyle  | 70,11     | 78,61     |           | 78,61         | 4.        | 29,05    | 27,43    | 39,66    | 39,66         | 11.                      |
| Ståle Sandbech   | Big air     | 69,50     | 15,50     | 66,50     | 136,00        | 16.       | kiesett  | kiesett  | kiesett  | kiesett       | 16.                      |

Női
| Versenyző       | Versenyszám | Selejtező | Selejtező | Selejtező | Selejtező     | Selejtező | Döntő    | Döntő    | Döntő    | Döntő         | Helyezés |
| Versenyző       | Versenyszám | 1. futam  | 2. futam  | 3. futam  | Jobb eredmény | Hely.     | 1. futam | 2. futam | 3. futam | Jobb eredmény | Helyezés |
| --------------- | ----------- | --------- | --------- | --------- | ------------- | --------- | -------- | -------- | -------- | ------------- | -------- |
| Hanne Eilertsen | Slopestyle  | 48,35     | 35,30     |           | 48,35         | 16.       | kiesett  | kiesett  | kiesett  | kiesett       | 16.      |
| Hanne Eilertsen | Big air     | 39,75     | 17,50     | 12,75     | 57,25         | 27.       | kiesett  | kiesett  | kiesett  | kiesett       | 27.      |